# Catarina de Aragão
Catarina de Aragão (em castelhano:  Catalina de Aragón ; Alcalá de Henares, 16 de dezembro de 1485 — Castelo de Kimbolton, Cambridgeshire, 7 de janeiro de 1536) foi Princesa da Espanha e a primeira rainha consorte de Henrique VIII de Inglaterra, sendo mãe da rainha Maria I. Conversava tanto em seu espanhol nativo, quanto em latim, grego, francês e, mais tarde, inglês. Quando rainha, o seu tempo foi maioritariamente empenhado em obras de caridade, o que lhe conferiu o amor do povo inglês.
Filha de Isabel I de Castela e Fernando II de Aragão, Catarina tinha três anos quando estava noiva de Arthur, príncipe de Gales, herdeiro aparente do trono inglês. Eles se casaram em 1501, mas Arthur morreu cinco meses depois. Ela ocupou o cargo de embaixadora da Coroa Aragonesa na Inglaterra em 1507, a primeira embaixadora da história da Europa. Catarina se casou posteriormente com o irmão mais novo de Arthur, o recém-ascendido Henrique VIII, em 1509. Por seis meses em 1513, ela serviu como regente da Inglaterra enquanto Henrique VIII estava na França. Durante esse período, os ingleses venceram a Batalha de Flodden, um evento em que Catarina desempenhou um papel importante com um discurso emocionado sobre a coragem inglesa.
Sua união com Henrique não resultou em um herdeiro masculino para o trono. Henrique entrou com um pedido de anulação do casamento, alegando que ela teria consumado o anterior, com seu irmão mais velho, falecido pouco depois de desposar Catarina, Artur, Príncipe de Gales. Uma série de eventos seguiu esse pedido, levando ao rompimento da coroa inglesa com a Igreja Católica Romana após o papa negá-lo. O rei, assumindo a supremacia religiosa no país, conseguiu a anulação e casou-se com sua amante Ana Bolena. Catarina, todavia, nunca aceitou a decisão, e continuou considerando-se sua legítima esposa e Rainha da Inglaterra.

## Primeiros anos

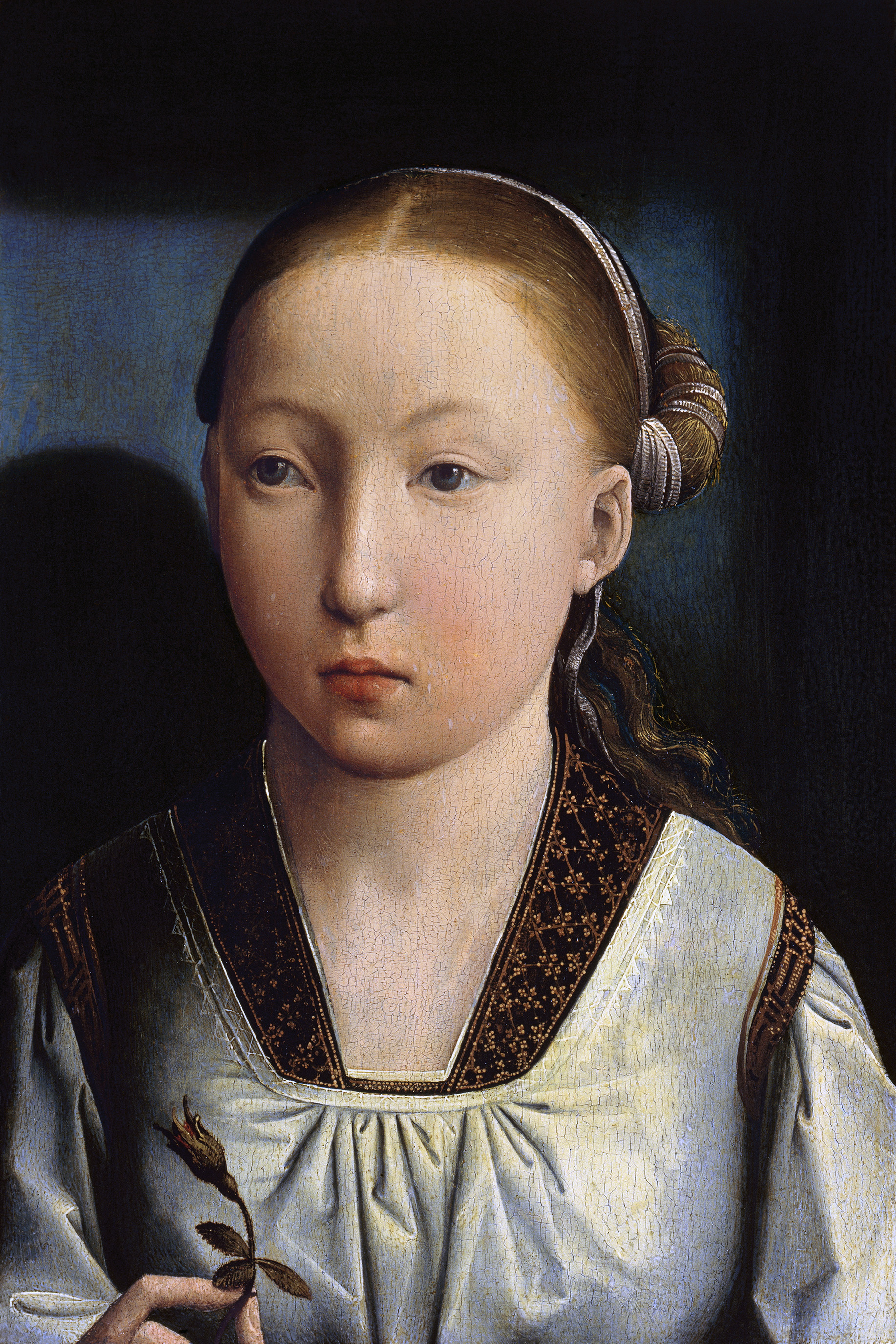
Retrato de Catarina aos onze anos, por Juan de Flandes.

Catarina nasceu em Alcalá de Henares e foi a filha sobrevivente mais nova dos Reis Católicos Fernando II de Aragão e Isabel I de Castela. Ela tinha uma baixa estatura, cabelos ruivos, grandes olhos azuis e rosto arredondado. Descendia, pelo lado materno, da família real inglesa; sua bisavó Catarina de Lencastre, de quem recebeu seu nome, e sua trisavó Filipa de Lencastre eram ambas filhas de João de Gante e netas de Eduardo III. Consequentemente, ela era prima em terceiro grau de seu futuro sogro, Henrique VII, e em quarto grau da sogra, Isabel de Iorque.
Ainda pequena, Catarina viajava constantemente pela Espanha, acompanhando seus pais durante as guerras para expulsar os mouros. Foi educada pelo tutor Alessandro Geraldini, um eclesiástico, e estudou religião, os clássicos, história, leis, heráldica e genealogia, além de atividades consideradas femininas, como costura, bordado e dança. Catarina aprendeu a falar e escrever em latim e espanhol, além de falar francês e grego e, apenas depois de sua chegada à Inglaterra, inglês. Aos três anos, tornou-se noiva do herdeiro do trono inglês, Artur Tudor, Príncipe de Gales. Considerando seu lado materno, Catarina teria uma maior reivindicação ao trono do que o próprio Henrique VII, pois descendia das duas primeiras esposas de João de Gante, Branca de Lencastre e outra Infanta espanhola, Constança de Castela. Em contraste, Henrique descendia da relação dele com Catarina Swynford, cujos filhos nasceram fora do casamento e só foram legitimados depois da morte de Constança e casamento com Catarina. Embora considerados legítimos depois disso, eles foram privados de direito ao trono, algo que foi ignorado nas gerações seguintes. Por causa disso, a dinastia Tudor não era aceite nem considerada legítima por todos os países europeus. Portanto, o casamento com Catarina, além de ligá-los a uma das famílias mais prestigiadas da Europa na época, os Trastâmara, fortalecia sua reivindicação ao trono. Os dois casaram-se por procuração em maio de 1499 e escreviam um para o outro em latim até Artur completar quinze anos, quando foi considerado que estavam com idade suficiente para o casamento de fato. Catarina chegou a Londres com um grupo de seus servidores africanos, considerados de luxo pelos ingleses, que causaram grande impressão.

## Casamento com Artur e viuvez

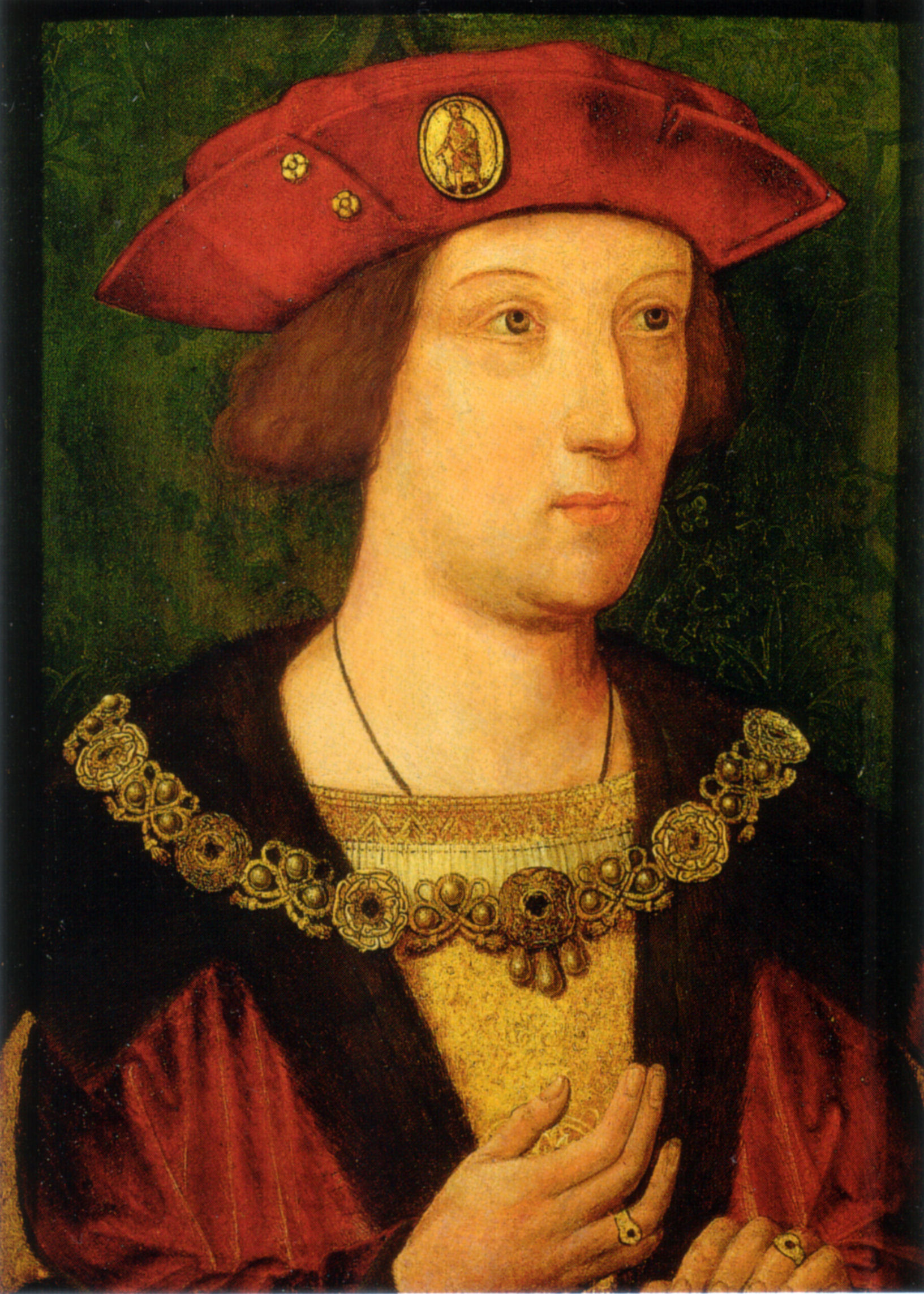
Artur, aproximadamente na época de seu casamento.

Quando se conheceram, ela e Artur descobriram que não conseguiam se entender, pois haviam aprendido pronunciações diferentes do latim. Casaram-se em novembro de 1501, na Antiga Catedral de São Paulo, com uma grande cerimônia oferecida pelo pai do noivo. O casal foi viver no País de Gales, onde Artur tinha deveres a cumprir. Alguns meses depois, ambos ficaram doentes, provavelmente da doença do suor que assolava a região. Em abril de 1502, Artur morreu e Catarina recuperou-se como uma viúva aos dezesseis anos.

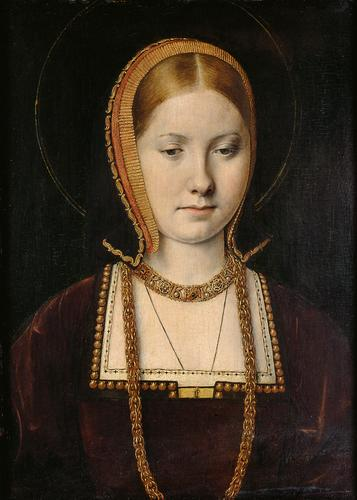
Catarina de Aragão, já como uma jovem viúva, em 1502.

Henrique VII não queria devolver a primeira parte do seu dote, nem seus pais queriam que ela voltasse para a Espanha sem os direitos de viuvez, o que o rei não concedia por não ter recebido a segunda parte do dote. Surgiu então a possibilidade de tornar-se noiva do novo Príncipe de Gales, seu antigo cunhado Henrique, cinco anos mais jovem que ela. A morte de sua mãe, Isabel de Castela, durante as negociações; todavia, diminuiu o valor de Catarina para o matrimônio aos olhos do rei inglês, pois Castela era um reino muito maior que Aragão, e foi herdado pela filha mais velha do casal, a mentalmente instável Joana I de Castela. O casamento foi, então, ostensivamente adiado até que Henrique estivesse com idade suficiente, mas o rei procrastinou tanto que era uma dúvida se realmente aconteceria. A situação de Catarina ficou difícil, pois passou a viver como uma potencial prisioneira, e com pouco dinheiro para manter a si própria e a suas damas de companhia, sendo obrigada a vender parte de seus bens.
Em 1507, serviu como embaixadora espanhola na Inglaterra, quando seu pai viu-se sem um representante no país, o que fez dela a primeira mulher embaixadora da Europa. A jovem afirmou que o casamento com Artur não havia sido consumado devido a pouca idade de ambos, e uma dispensa papal foi requisitada, porque o direito canônico dizia que um homem não poderia casar com a mulher de seu irmão. O Papa Júlio II a concedeu em 1505.

## Rainha da Inglaterra

### Casamento e coroação

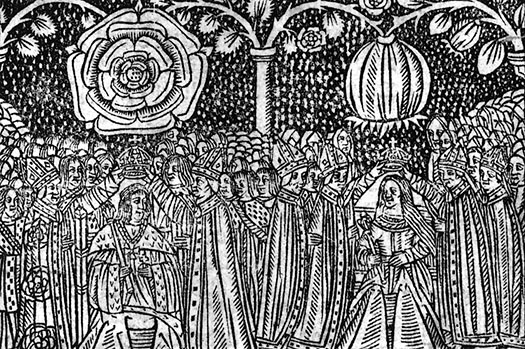
Uma xilogravura do século XVI, retratando a coroação de Henrique e Catarina.

Após um ano da morte de Artur, a rainha Isabel de Iorque morreu no parto de um bebê natimorto, aos 37 anos. Em abril de 1509, o próprio rei Henrique VII faleceu, tornando seu filho o novo rei da Inglaterra, Henrique VIII. Ele decidiu que se casaria com Catarina rapidamente. A cerimônia privada aconteceu em junho de 1509, seis anos depois da morte de Artur; Catarina estava com 23 anos, e Henrique próximo dos 18. Os dois fizeram a tradicional procissão para Westminster no dia 23 desse mês, seguida por uma população entusiasmada, depois de passarem a noite na Torre de Londres, como de costume. No dia seguinte, foram ungidos e coroados juntos pelo Arcebispo da Cantuária na Abadia de Westminster. No mês que se seguiu, seriam organizadas várias ocasiões sociais para que a nova rainha fosse apresentada ao povo inglês, que a recebeu bem.

### Gravidezes e Crianças

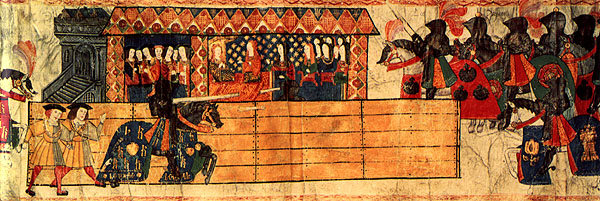
Catarina assistindo Henrique em sua honra depois de dar à luz um filho. O manto do cavalo de Henrique está estampado com a letra inicial de Catarina, "K."

Catarina esteve grávida seis vezes ao todo: 
- Em agosto de 1509, dois meses após o casamento, a primeira gravidez de Catarina foi anunciada. Em 31 de janeiro de 1510, ela deu à luz uma filha natimorta.
- Em maio de 1510, quatro meses após a perda de seu primeiro filho, Catarina anunciou sua segunda gravidez. Um filho, Henrique, Duque da Cornualha, nasceu em 1 de janeiro de 1511. Em sua honra, armas foram disparadas da Torre de Londres e os sinos da cidade foram tocados, balizas foram acesas e vinho gratuito foi distribuído para toda a população. Cinco dias após o seu nascimento, em 6 de janeiro de 1511, o príncipe foi batizado no Palácio de Richmond, sendo seus padrinhos William Warham, arcebispo da Cantuária, Margarida de Áustria, Duquesa de Saboia e o rei francês Luís XII de França. Em 22 de fevereiro de 1511, depois de apenas 52 dias de vida, o jovem príncipe morreu repentinamente. Foi dito que ele morreu de uma queixa intestinal.
- No início de 1513, Catarina estava grávida de novo. Em 30 de junho de 1513, Catarina foi deixada como regente na Inglaterra quando Henrique VIII foi lutar na França. Em 17 de setembro de 1513, ela entrou em trabalho de parto prematuro e deu à luz um menino que morreu poucas horas após o nascimento.
- Em junho de 1514, Catarina anunciou sua quarta gravidez. Em dezembro de 1514, ela deu à luz um menino natimorto.
- No verão de 1515, Catarina anunciou sua quinta gravidez; no entanto, menos esperança foi colocada em um herdeiro após suas gestações anteriores fracassadas. Em 18 de fevereiro de 1516, Catarina entregou uma menina saudável às 4 da manhã no Palácio de Placentia, em Greenwich. Ela foi batizada de Maria três dias depois (21 de fevereiro) com grande cerimônia na Igreja dos Franciscanos. Apesar de seu evidente desapontamento, Henrique VIII disse que, se fosse uma menina dessa vez, certamente os meninos seguiriam.
- Em fevereiro de 1518, Catarina anunciou sua sexta e última gravidez. Em março, ela visitou o Merton College, em Oxford, e também fez uma peregrinação ao santuário de St. Frideswide, pedindo por um filho saudável. Em 10 de novembro de 1518, ela deu à luz uma filha aos 8 meses de gestação, mas a criança era fraca e viveu apenas algumas horas.

### Influência

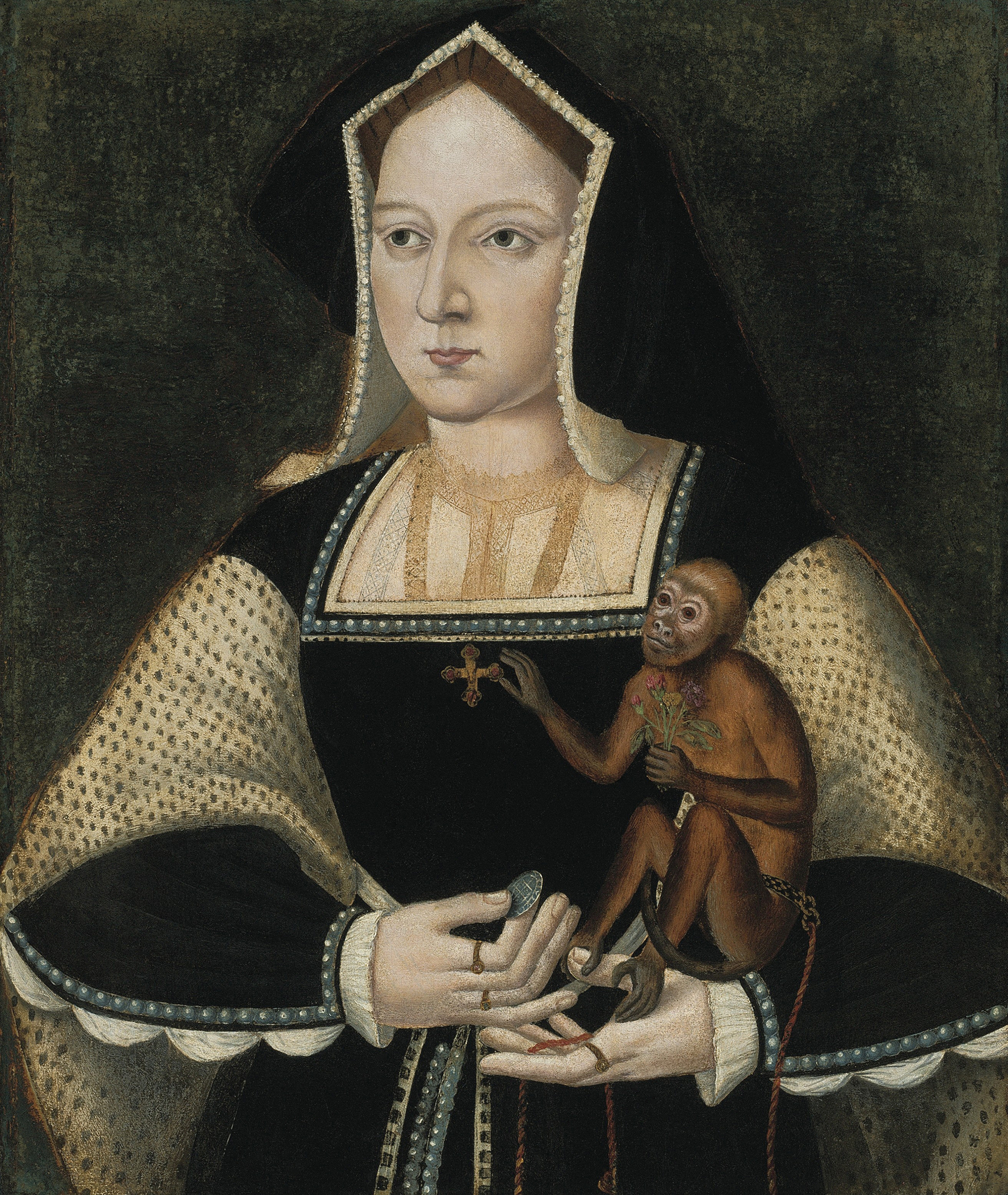
Retrato de Catarina, por Lucas Horenbout, c.1525.

Em 11 de junho de 1513, Henrique nomeou Catarina como Regente na Inglaterra com os títulos "Governadora do Reino e Capitã Geral", enquanto ele viajava para a França em uma campanha militar. Quando Luis de Orléans, duque de Longueville, foi capturado em Thérouanne, Henrique o enviou para ficar na casa de Catarina.  Ela escreveu a Wolsey que ela e seu conselho preferiam que o duque ficasse na Torre de Londres, pois os escoceses estavam "tão ocupados como estão agora" e acrescentou suas orações por "Deus nos enviar como um bom ataque contra os escoceses, como o rei tem.". A guerra com a Escócia ocupou seus súditos, e ela estava "horrivelmente ocupada fazendo padrões, faixas e crachás" no Palácio de Richmond. Os escoceses invadiram e, em 3 de setembro de 1513, ela ordenou que Thomas Lovell levantasse um exército nos condados de Midland.
Catarina cavalgou para o norte com a armadura completa para se dirigir às tropas, apesar de estar grávida na época. Seu belo discurso foi relatado ao historiador Peter Martyr d'Anghiera em Valladolid dentro de duas semanas. Embora um boletim de notícias italiano tenha dito que ela estava a 160 quilômetros ao norte de Londres, quando chegaram as notícias da vitória em Battle of Flodden Field, ela estava perto de Buckingham. De Woburn Abbey, ela enviou uma carta a Henrique, juntamente com um pedaço do casaco ensanguentado do rei Jaime IV da Escócia, que morreu na batalha, para que Henrique usasse como estandarte no cerco de Tournai.
Em 1520, o sobrinho de Catarina, o Sacro Imperador Romano, Carlos V fez uma visita de estado à Inglaterra, e ela pediu a Henrique que fizesse uma aliança com Carlos e não com a França. Imediatamente após sua partida, ela acompanhou Henrique à França na célebre visita a Francisco I, o Campo do Pano de Ouro.  Dentro de dois anos, a guerra foi declarada contra a França e o Imperador foi mais uma vez bem-vindo na Inglaterra, onde estavam em andamento planos para o noivo da filha de Catarina, Maria.

## O pedido de anulação

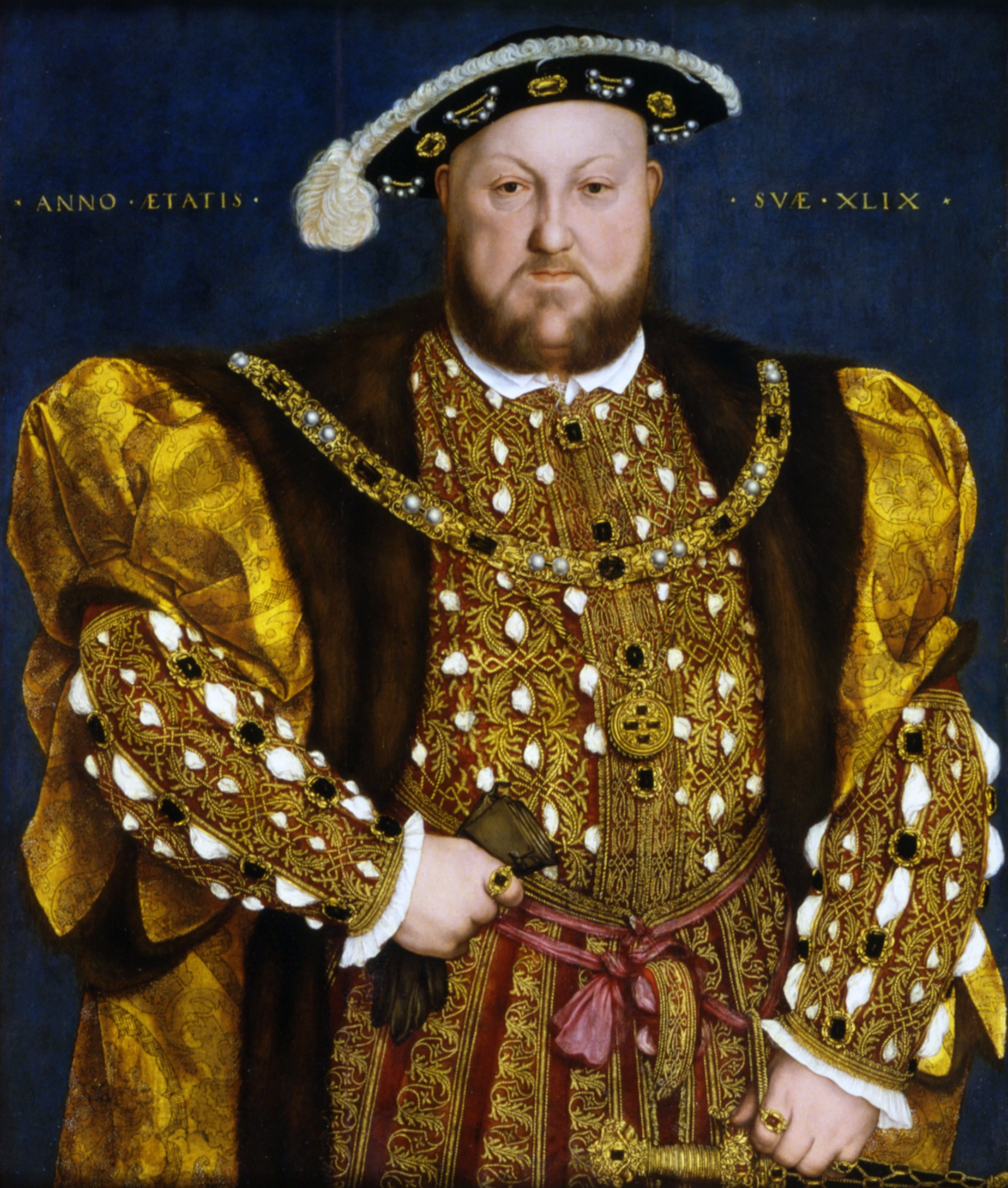
Retrato de Henrique VIII por Hans Holbein, o Jovem, feito em 1540.

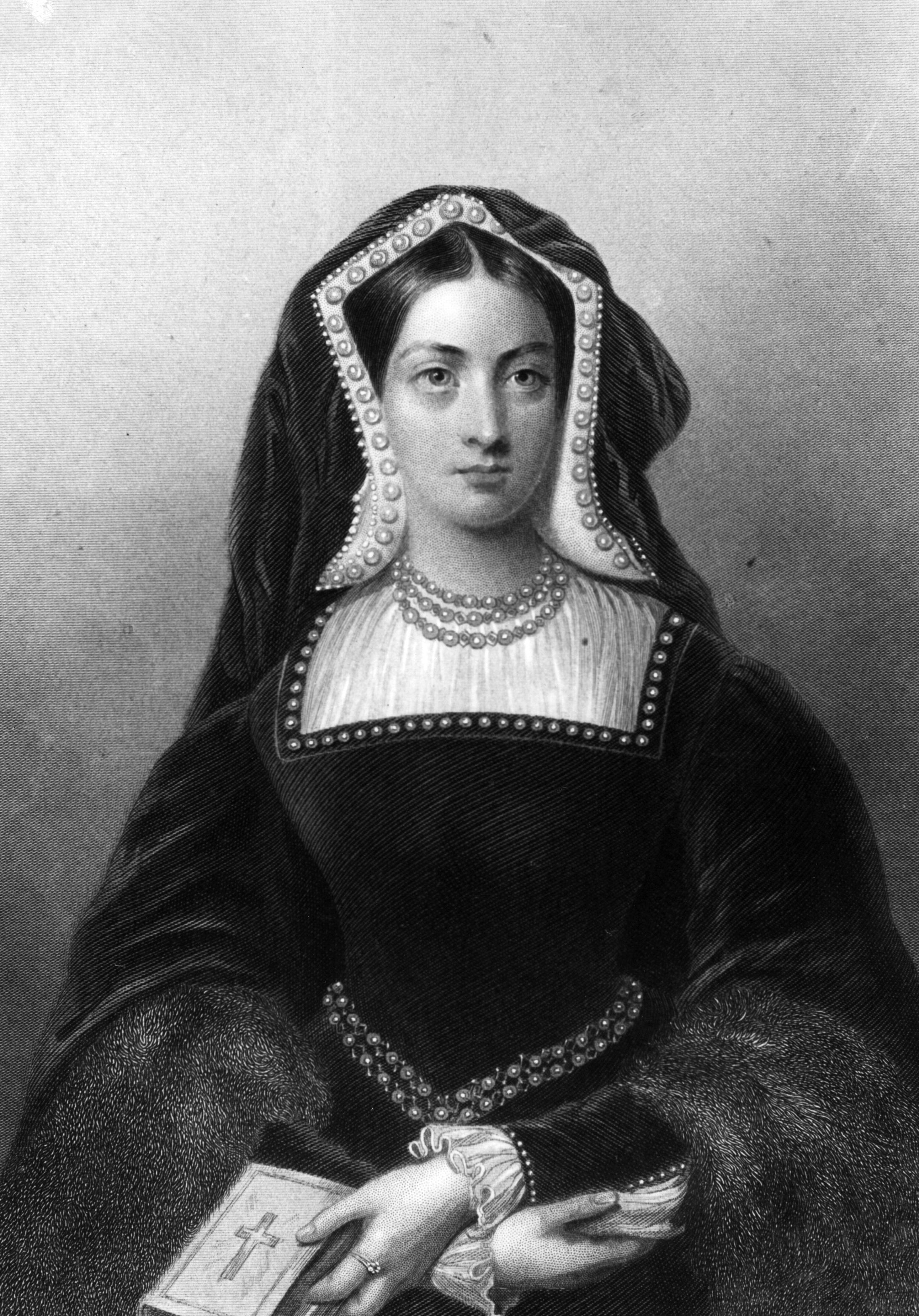
Catarina por Mary Howitt, no seu livro Biographical Sketches of the Queens of England, From the Norman Conquest to the Reign of Victoria; or The Royal Book of Beauty.

A dedicação religiosa de Catarina aumentava enquanto ela envelhecia, assim como seu interesse pelos estudos acadêmicos. Ela constantemente melhorava seus conhecimentos e ensinava sua filha Maria. A educação feminina tornou-se elegante, parcialmente por sua influência. Ela também doou uma grande quantidade de dinheiro para universidades. Henrique, no entanto, ainda considerava um herdeiro masculino essencial. A dinastia Tudor ainda era recente, e sua estabilidade não havia sido testada. Além disso, uma longa guerra civil, conhecida como A Anarquia (1135–54) havia acontecido da última vez que uma mulher, Matilde de Inglaterra, tentara assumir o trono, e a memória da Guerra das Rosas estava presente na memória coletiva.
Em 1525, Henrique começou a se interessar por Ana Bolena, dama de companhia da rainha, oito anos mais nova do que ele. Ele passou a cortejá-la; já não era mais possível para Catarina ter filhos. Henrique considerava que seu casamento podia ter sido amaldiçoado. Consultou a Bíblia, em Levítico, e a interpretou como dizendo que se um homem desposasse a mulher de seu irmão, o casal ficaria sem filhos. Mesmo se o casamento não tivesse sido consumado (no que Catarina afirmou até o dia de sua morte), a interpretação dele afirmava que teria sido errado aos olhos de Deus, portanto nem mesmo o papa poderia oferecer uma concessão. É possível que a ideia de uma anulação tenha sido sugerida para Henrique muito antes, e muito provável que ele seria mais motivado pelo desejo de ter um filho e evitar problemas na sucessão.

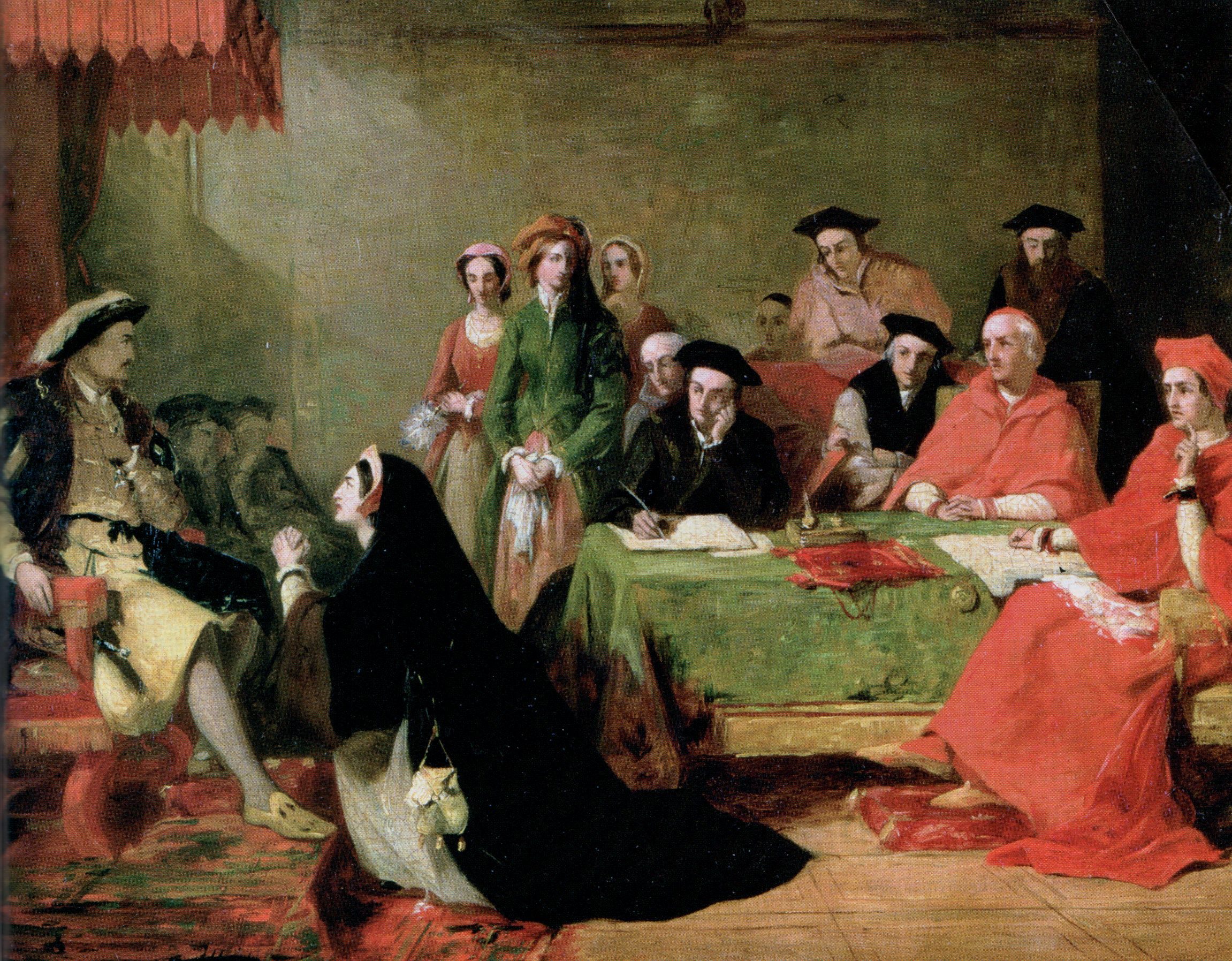
Catarina
fazendo sua defesa contra a anulação, por Henry Nelson O'Neil.

Rapidamente, conseguir a anulação de seu casamento com Catarina tornou-se uma prioridade para ele. William Knight, secretário do rei, foi enviado para solicitar a anulação ao Papa Clemente VII. Nessa época, o papa era prisioneiro do sobrinho de Catarina, o Imperador Carlos V, depois do Saque de Roma em maio de 1527. Foi difícil para William ter acesso a ele, e retornou sem sucesso. Henrique, então, colocou a questão nas mãos do Cardeal Tomás Wolsey. O cardeal realizou um julgamento para investigar se o casamento seria válido ou não; o bispo de Rochester John Fisher, posicionou-se firmemente ao lado de Catarina. Ela foi irredutível quando lhe foi sugerido que se retirasse discretamente para virar uma freira, dizendo, "Deus nunca me chamou para um convento. Sou a verdadeira e legítima esposa do rei". Escreveu então para seu sobrinho Carlos, pedindo que tentasse influenciar o papa a tomar uma decisão contra a vontade do marido.
Wolsey realizou um tribunal eclesiástico na Inglaterra, com a presença de um representante do papa, de Henrique e da própria Catarina. O papa, porém, não permitiria que a decisão fosse tomada na Inglaterra, e chamou seu representante de volta a Roma. É difícil dizer até onde teria sido influenciado pelo imperador, mas Henrique claramente percebeu que era improvável obter a anulação de seu casamento com a tia deste através do papa, que o proibiu de voltar a se casar antes de tomar uma decisão sobre o assunto. Wolsey havia falhado, e foi afastado da corte em 1529. Ele começou então a tramar para que Ana fosse forçada ao exílio e a se comunicar escondido com o papa; quando Henrique descobriu, ordenou sua prisão. Se não tivesse adquirido uma doença grave e morrido, poderia ter sido executado por traição.
Catarina era mais amada pelo povo inglês do que Ana, que era vista como uma usurpadora. Além de Fisher, alguns de seus defensores eram Thomas More, a irmã de Henrique, Maria Tudor, o líder protestante Martinho Lutero, e William Tyndale.

## Afastamento

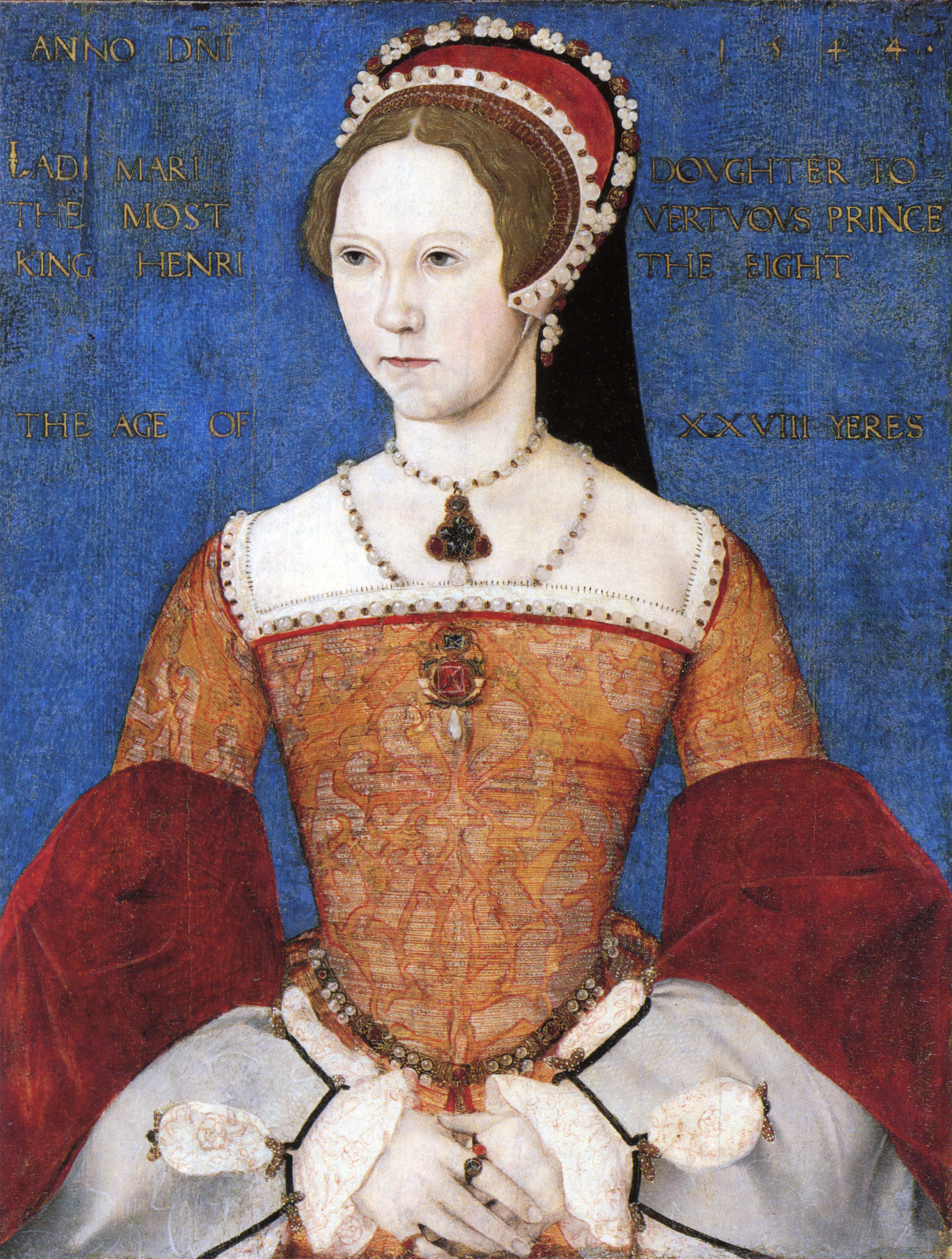
A filha de Catarina e Henrique, Maria.

Em 1531, um tribunal eclesiástico declarou Henrique o chefe supremo da Igreja na Inglaterra, o que efetivamente acabava com a autoridade papal não apenas na questão da validade do casamento, mas em todas as outras questões religiosas do país. Em julho desse mesmo ano, Catarina foi expulsa da corte, e seus antigos aposentos foram dados para Ana. Quando o Arcebispo da Cantuária William Warham morreu, sua posição foi entregue a Tomás Cranmer, capelão da família Bolena. Catarina passou a viver praticamente isolada em Ludlow, e foi afastada de sua filha Maria, a quem nunca mais voltou a ver. Henrique casou-se secretamente com Ana Bolena. Acredita-se que Ana, cuja irmã Maria havia sido amante de Henrique, teria se recusado a deitar-se com ele antes do casamento. Tomás Cranmer efetuou a anulação em maio de 1533; cinco dias depois, o casamento dele com Ana foi considerado válido. Em março de 1534, o papa negou o pedido de anulação, mas a decisão foi ignorada por Henrique, que não mais o reconhecia.
A morada de Catarina foi mudada repetidas vezes, ficando mais humilde, por ordens de Henrique. Ela continuou a se considerar e usar o título de rainha, como ainda era chamada pelos seus servos. Henrique, todavia, a considerava apenas "Princesa Viúva de Gales", em reconhecimento a sua posição como viúva de Artur. Era-lhe permitido receber visitas apenas ocasionais; algumas delas, discretamente, trocavam cartas entre ela e sua filha, que estavam proibidas de se comunicar de qualquer maneira. O rei lhes ofereceu a chance de terem melhores alojamentos e permissão para terem contato uma com a outra, se aceitassem Ana como a rainha legítima. Ambas recusaram.

## Morte
Em dezembro de 1535, sentindo que a morte se aproximava, ela escreveu seu testamento, e uma carta para o sobrinho, imperador Carlos V, pedindo que protegesse sua filha Maria. Escreveu também uma última carta a Henrique, na qual o chama de "meu querido senhor, rei e marido", pede que "seja um bom pai para ela [Maria]" e diz que "lhe perdoa por tudo", e "ora a Deus para que o perdoe também". A carta foi assinada como "Catarina, a rainha". Ela morreu em 7 de janeiro de 1536, no Castelo de Kimbolton. A notícia de sua morte chegou ao rei no dia seguinte. Na época, foram espalhados rumores de que ela teria sido envenenada, possivelmente pelo diplomata Gregory di Casale. Isso ocorreu pois ao examinarem o corpo de Catarina depois de falecida, os médicos encontraram uma mancha preta em seu coração; os apoiadores viram isso como prova de que teria sido assassinada a mando de Henrique e/ou Ana. Atualmente, no entanto, acredita-se que ela teria morrido de câncer, doença que não era bem entendida na época. Catarina foi enterrada na Abadia de Peterborough, com as cerimônias de uma Princesa Viúva de Gales, não de uma rainha. Henrique não compareceu ao funeral, nem permitiu que Maria o fizesse.

## Influência e legado

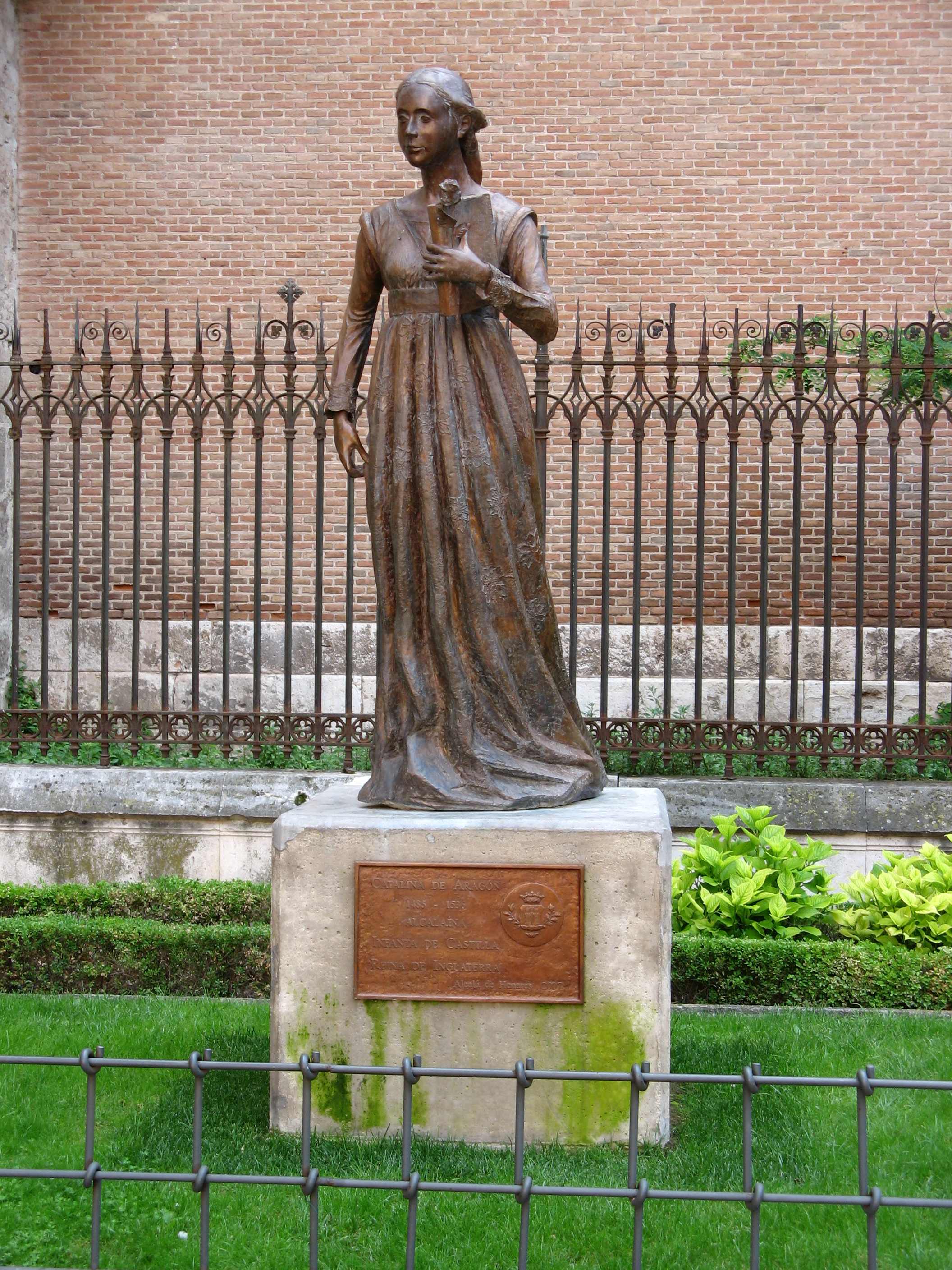
Estátua de Catarina em Alcalá de Henares.

O controverso livro The Education of Christian Women, de Juan Luis Vives, que afirmava que as mulheres tinham direito à educação, foi dedicado e autorizado por Catarina. A impressão que causava nas pessoas era tanta, que até seu inimigo Thomas Cromwell disse que "Se não fosse por seu sexo, ela poderia ter desafiado todos os heróis da História". Ela conquistou grande admiração por iniciar um extenso programa de ajuda aos pobres. Foi também uma patrona do humanismo renascentista, e amiga dos estudiosos Erasmo de Roterdão e Thomas More. Alguns a viam como mártir.

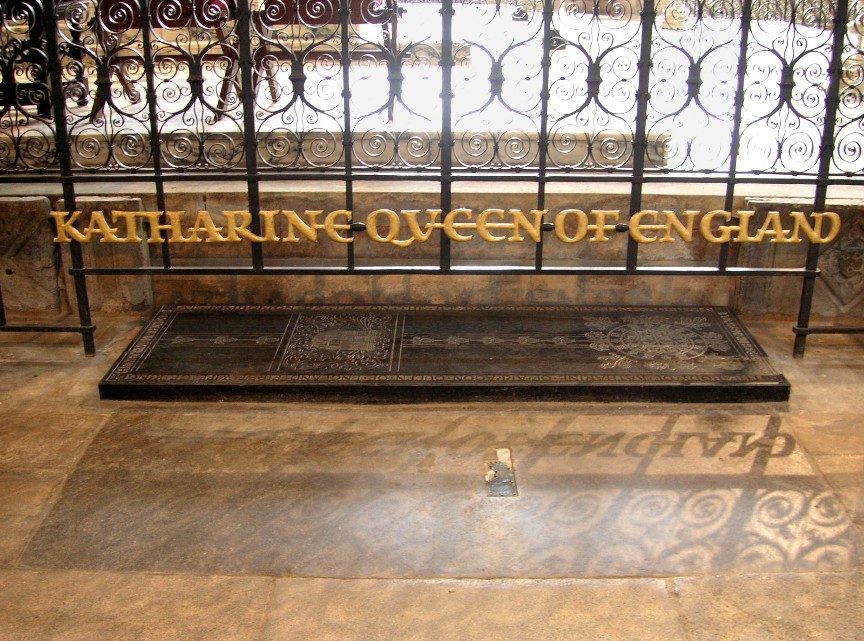
Sua tumba, como é vista depois da modificação no século XX.

No reinado de sua filha Maria I de Inglaterra, o casamento com Henrique VIII foi declarado "correto e válido". A rainha Maria também encomendou muitos retratos de sua mãe. Um dos momentos mais retratados foi seu discurso no julgamento para decidir se seu casamento seria válido ou não, organizado por Tomás Wolsey; esse momento também foi descrito por William Shakespeare, na peça Henry VIII. A tumba de Catarina na Abadia de Peterborough foi modificada séculos depois, por ordem de Maria de Teck, rainha consorte de Jorge V, para que dissesse "Katharine Queen of England". Todos os anos, é realizada uma cerimônia em sua homenagem. São feitas procissões e orações, e são colocadas velas, flores e romãs em seu túmulo. No dia do 470º aniversário de sua morte, o embaixador espanhol no Reino Unido compareceu. Há uma estátua dela em seu local de nascimento, Alcalá de Henares, que mostra uma jovem segurando um livro e uma rosa.
Nos últimos anos, a historiadora Alison Weir cobriu sua vida extensivamente em sua biografia As seis esposas de Henrique VIII, publicada pela primeira vez em 1991. Antonia Fraser fez o mesmo em sua própria biografia de 1992 com o mesmo título;  assim como o historiador britânico David Starkey em seu livro de 2003, Six Wives: The Queens of Henry VIII.

### Religião
Catarina era membro da Terceira Ordem de São Francisco e era minuciosa em suas obrigações religiosas na Ordem, integrando sem prejudicar seus deveres necessários como rainha com sua devoção pessoal. Após o divórcio, ela foi citada: "Eu preferiria ser a esposa de um pobre mendigo e ter certeza do céu, do que rainha de todo o mundo e ficar em dúvida disso por motivo de meu próprio consentimento".
A celebração externa de santos e relíquias sagradas não formava grande parte de suas devoções pessoais, que ela expressava na missa, na oração, na confissão e na penitência. Privadamente, no entanto, ela estava ciente do que identificou como as deficiências do papado e da autoridade da igreja. Suas dúvidas sobre impropriedades da Igreja certamente não se estenderam a ponto de apoiar as alegações de corrupção tornadas públicas por Martinho Lutero em Wittenberg em 1517, que logo teriam consequências tão profundas ao iniciar a Reforma Protestante.